# سزاریسم
سزاریسم (به انگلیسی: Caesarism) اصطلاحی است در فلسفهٔ سیاسی که ضمن اشاره به تفکرات جولیوس سزار نمادی از یکه‌سالاری یا اقتدارگرایی می‌باشد. این اصطلاح در مواردی برای تحقیر دیگری نیز به کار برده می‌شود.

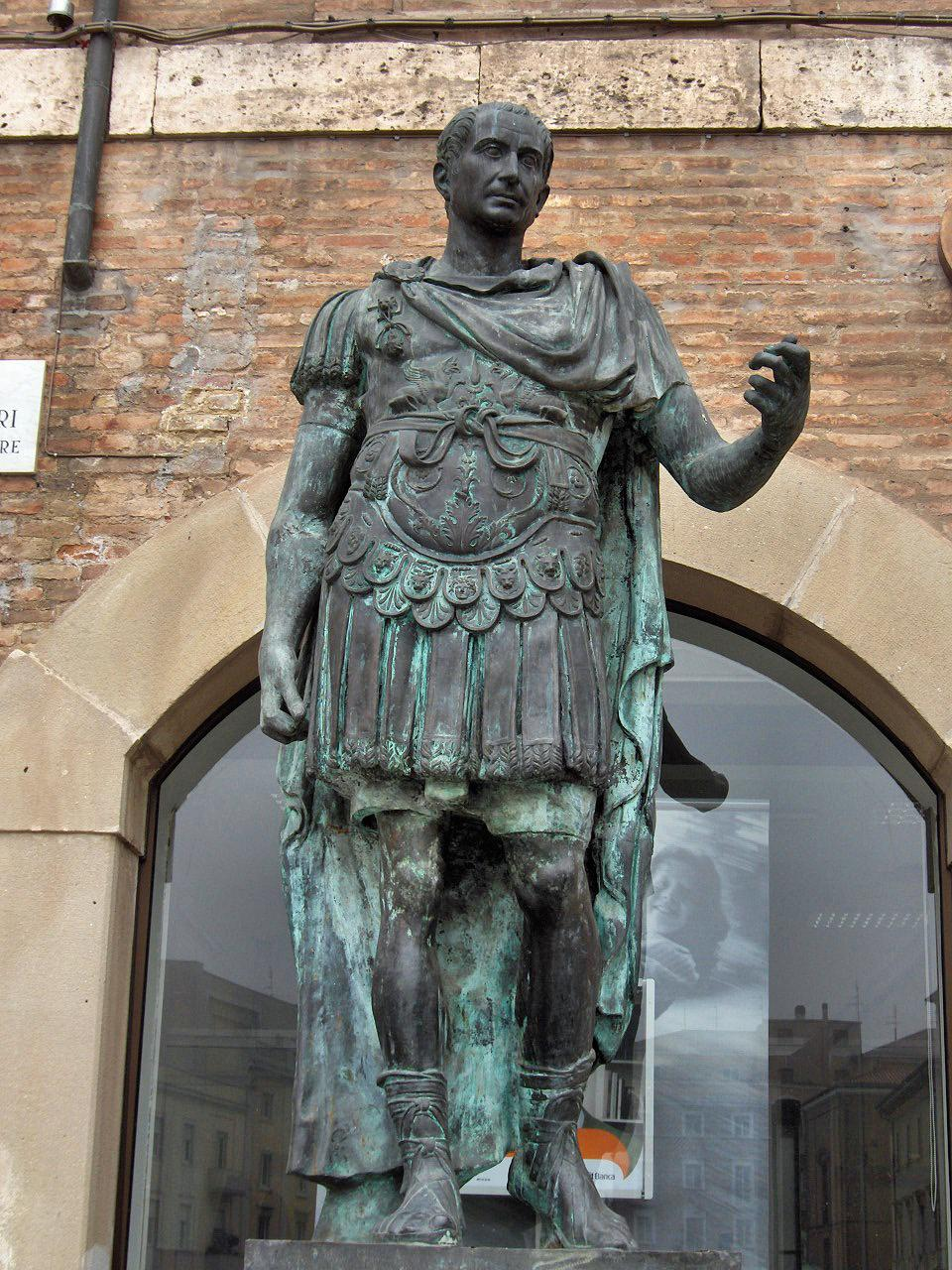
مجسمه‌ای از جولیوس سزار در ریمینی ایتالیا

## کاربرد
برای اولین بار در تاریخ مورخ آلمانی یوهان فردریش بومر در سال ۱۸۴۶ برای توصیف دولتی که کلیسا را تحت کنترل خود درآورده بود، از این اصطلاح استفاده کرد. در سال ۱۸۵۰ آگوست رومیو سزاریسم را به عنوان حکومت جنگ سالاران نظامی تعریف کرد. در ۱۸۵۷، اورست براونسون، نویسنده مذهبی، آن را به معنای مطلق گرایی سلطنتی به کار برد.

بنجامین دیزرائیلی در مارس ۱۸۷۸ در هنگام جنگ با روسیه زمانی‌که نیروهای ذخیره بریتانیا را بسیج کرد و نیروهای هندی را به جنگ در مالت فراخواند، به سزاریسم متهم شد.

جی کی چسترتون در اثر خود به نام «بدعت‌گذاران»، یکی از رساترین تقبیحات علیه سزاریسم را انجام داد و آن را «بدترین شکل برده‌داری» نامید.

ماکس وبر جامعه‌شناس شهیر آلمانی معتقد بود که هر دموکراسی توده‌ای در جهت سزاریسم پیش می‌رود. پروفسور گرهارد کاسپر، پروفسور حقوق در تفسیر این حرف می‌نویسد: «وبر از این واژه برای تأکید بر خصوصیت مردمی بودن انتخابات، تحقیر پارلمان، عدم تحمل قدرت‌های خودمختار در داخل دولت و ناتوانی در جذب یا عذاب کشیدن از اذهان سیاسی مستقل استفاده کرد.» 

مشهورترین فردی که خود از سزاریسم حمایت می‌کرد ناپلئون بناپارت بود که سزار را در دوران حکومت‌اش در فرانسه تحسین می‌کرد و از او تقلید می‌نمود. دیکتاتور فاشیست ایتالیایی، بنیتو موسولینی نیز همواره سزاریسم را می‌ستود.